# Montserrat Aparici i Isern

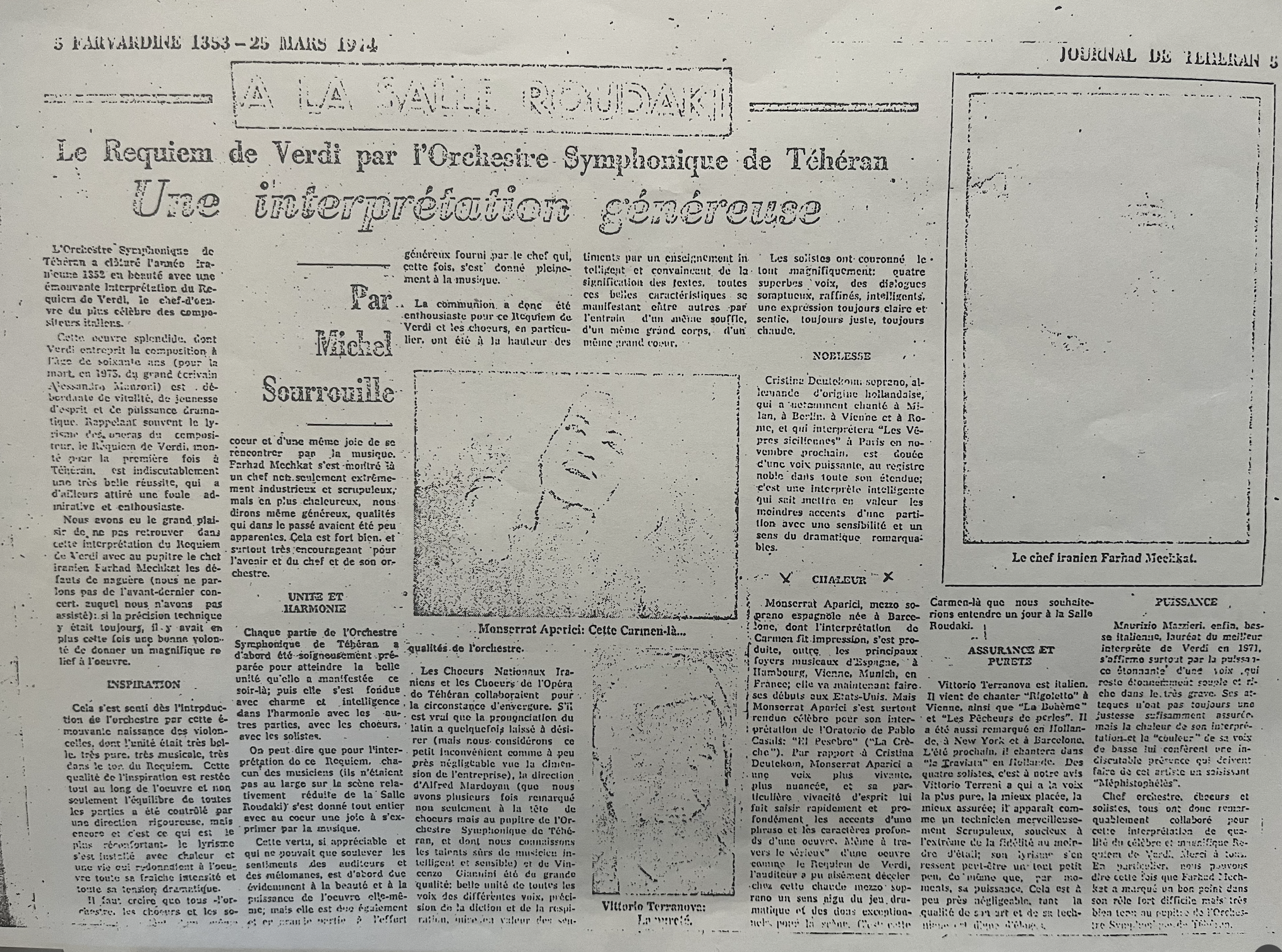
Montserrat Aparici, Journal de Teheran

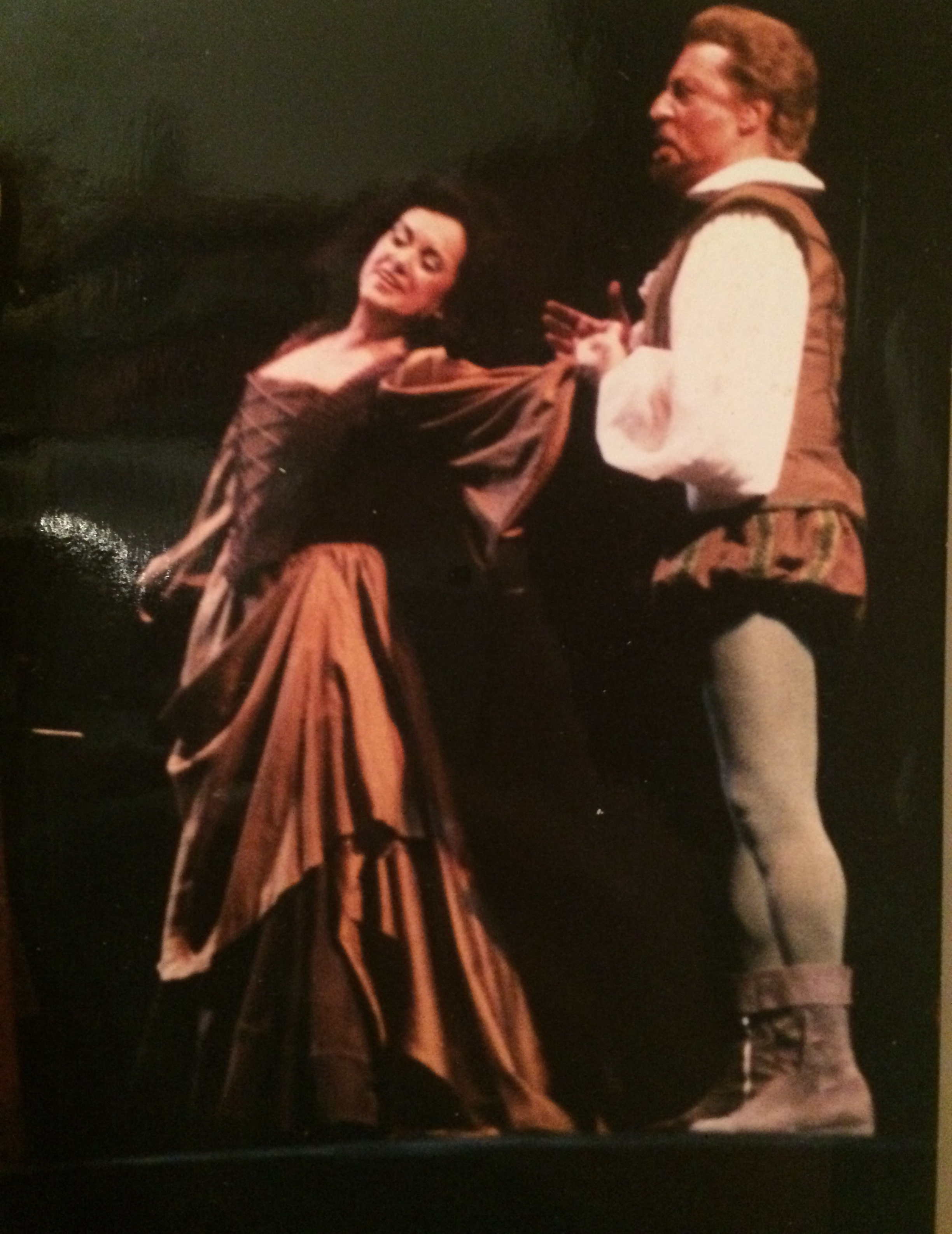
Montserrat Aparici i Alfredo Kraus

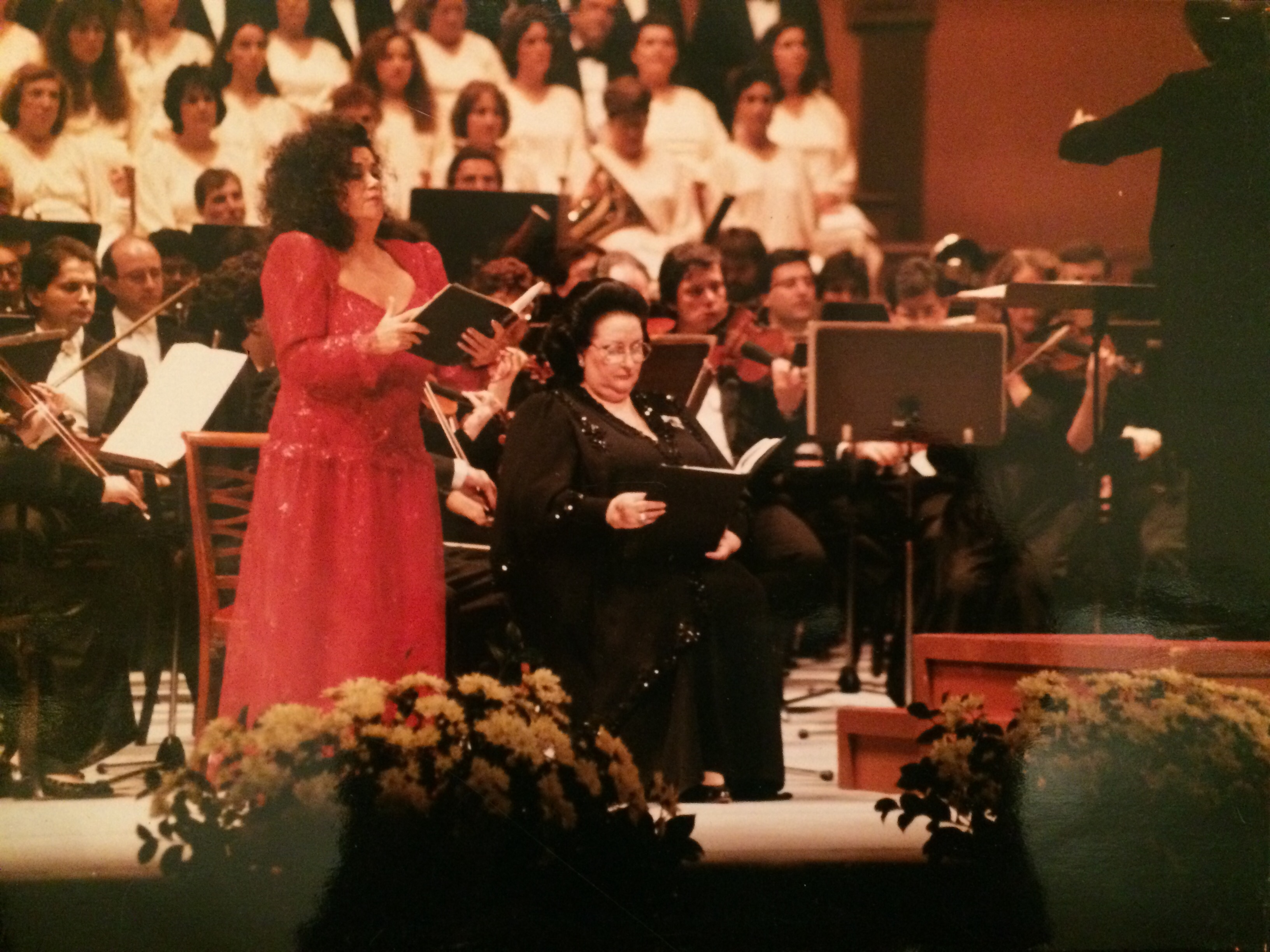
Monserrat Aparici i Monserrat Caballé, Teatre del Liceu, 1985. Fotógraf: Anton Bofill.

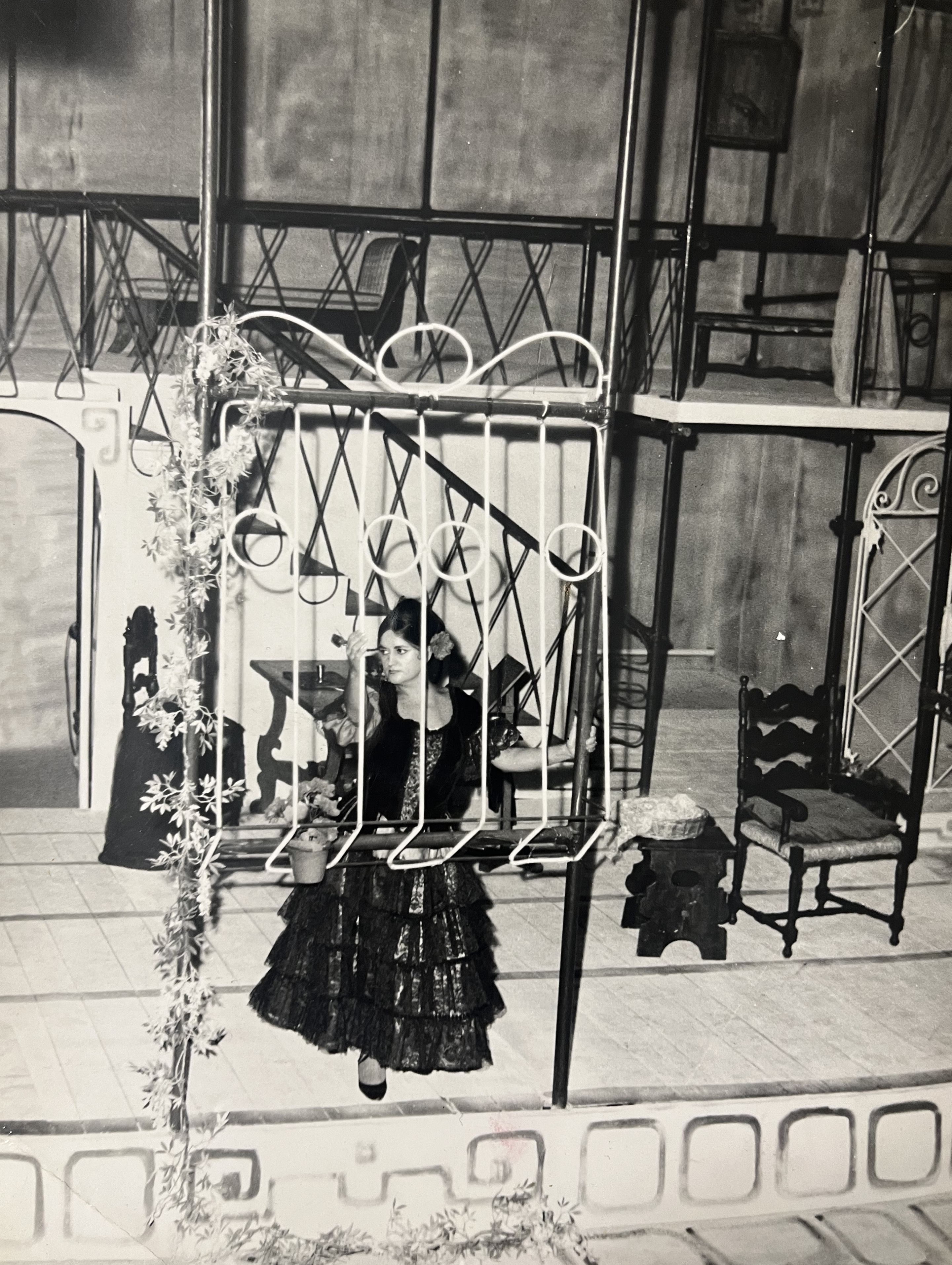
Montserrat Aparici, Barbiere di Siviglia, Treviso

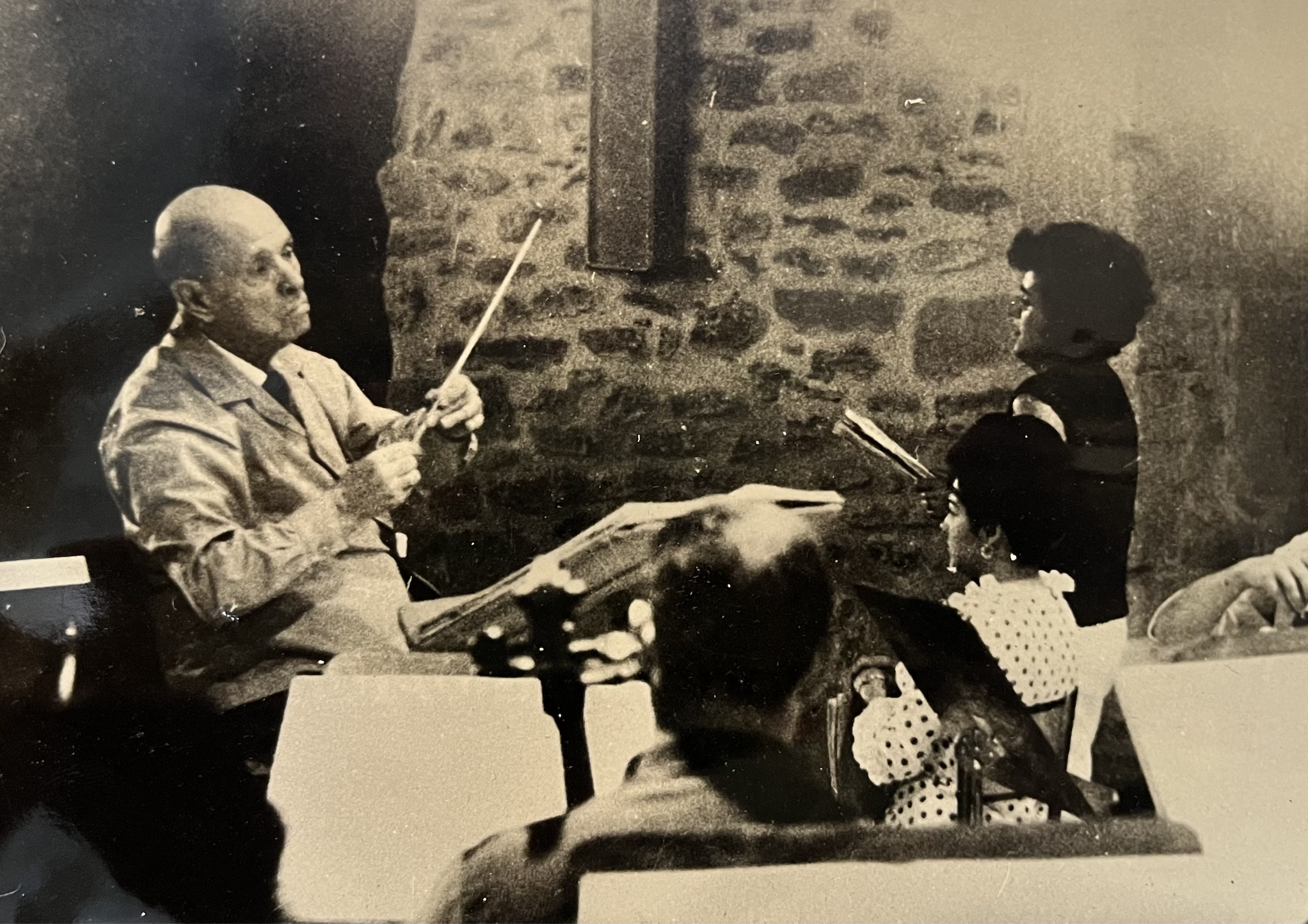
Pau Casals i Montserrat Aparici

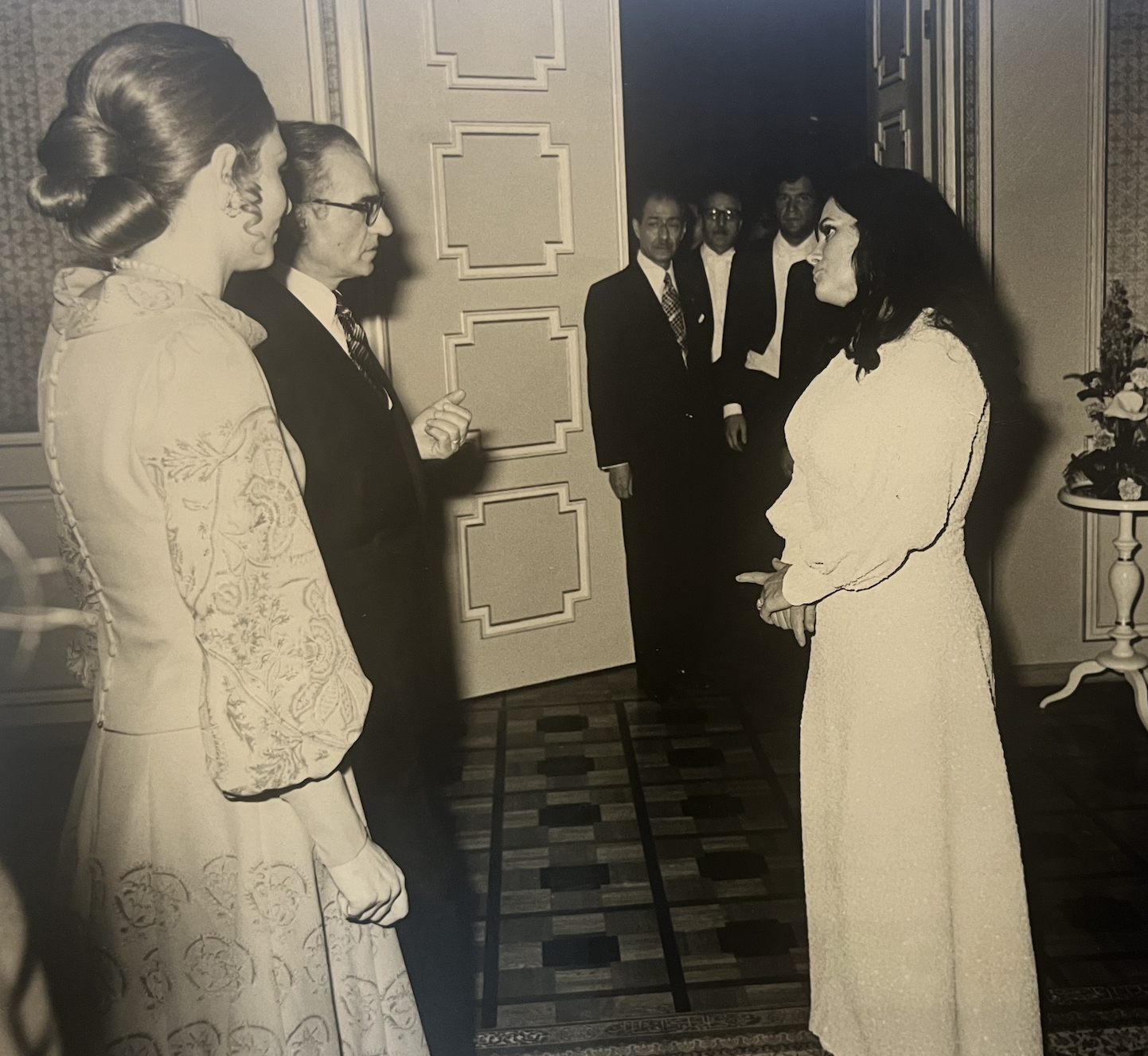
Mohammad Reza Pahleví, Sah de Persia, i Montserrat Aparici

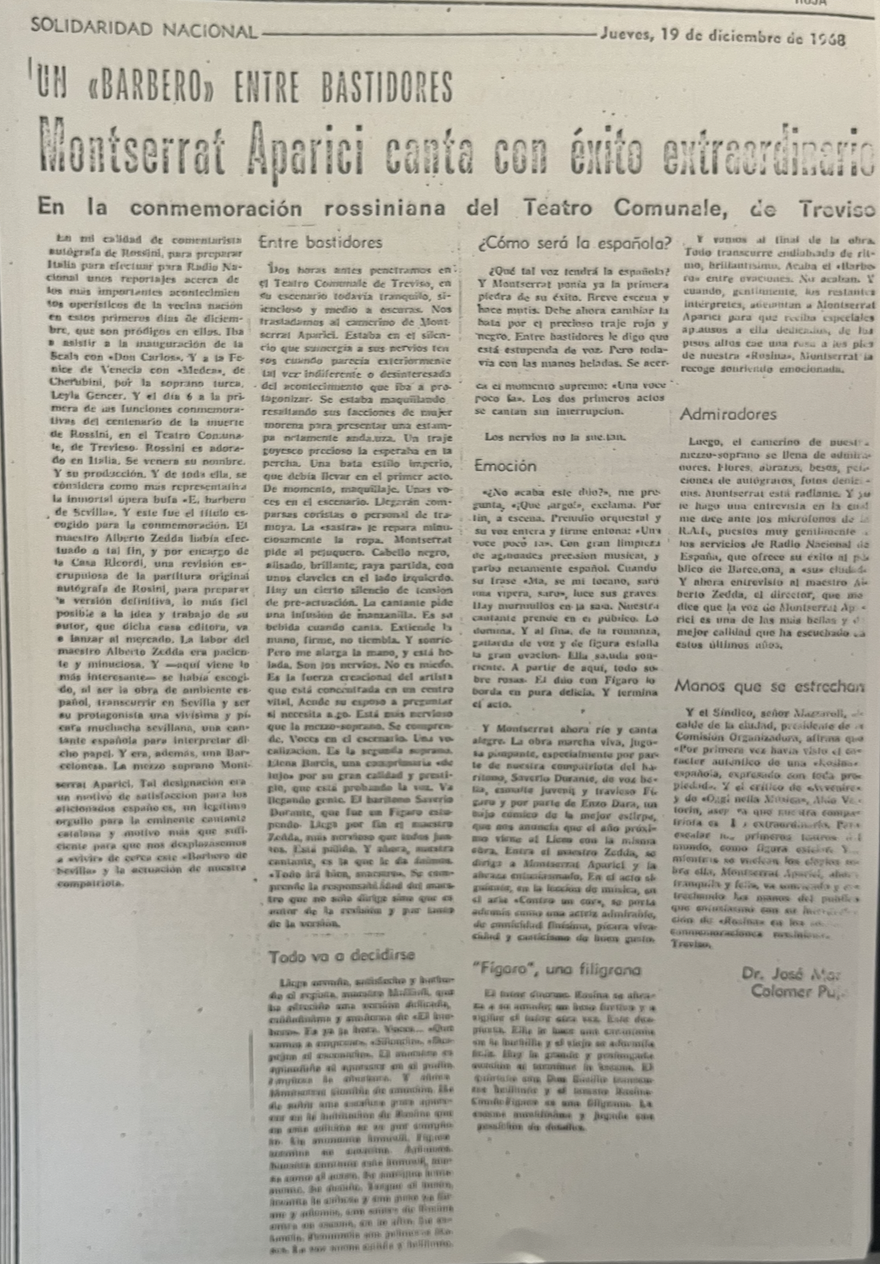
Montserrat Aparici canta con éxito extraordinario en Treviso, 1968

Montserrat Aparici i Isern (Barcelona, 1 de desembre de 1938) és una mezzosoprano catalana.
Va estudiar cant i piano al Conservatori Municipal de Música de Barcelona a partir dels 10 anys, i més tard repertori musical amb el mestre Josep Sabater i Sust. Després va ampliar la seva tècnica vocal amb Conxita Badia.
Una veu de mezzosoprano càlida, extensa i rica en vibracions i colors, son característiques seves. Una gran personalitat interpretativa, fort temperament dramàtic i una acusada musicalitat completen la figura de la cantant.
El 19 de juny de 1959 cantà amb gran èxit Carmen al teatre Fortuny de Reus. Va debutar al Liceu el 16 de novembre de 1961 a La Gioconda i la seva següent aparició al gran teatre va ser el 21 de novembre de 1962 a Il trovatore en la seva quarta i darrera representació.
Va desenvolupar una bona part de la seva carrera al Liceu, on va interpretar les parts de mezzosoprano de títols com Aida, Il Trovatore, La Gioconda, Rigoletto, Tassarba, Canigó, El Giravolt de Maig, Maria del Carmen, Amaya, La Vida Breve, Un Ballo in Maschera, Assassinio nella Catedrale, Nabucco, La Forza del Destino, Andrea Chenier i Madame Butterfly.
Fou la contralt escollida per Pau Casals el 1962 per interpretar El Pessebre al Festival de Prada en unes memorables audicions. Va interpretar l'oratori a Barcelona, Madrid, Toledo, Montserrat, Cuixà i pràcticament a totes les ciutats del país i de l'estranger; l'última fou el 23 i 25 de desembre de 1989, al costat de Montserrat Caballé, en el concert extraordinari del Mil·lenari de Catalunya.
El 1969 va guanyar a Treviso el Concurs de Veus Rossinianes, la qual cosa li va permetre cantar Il barbiere di Siviglia en la versió revisada i dirigida per Alberto Zedda. L'any 1971 va gravar I Lombardi al costat de Plácido Domingo amb Philips, a Londres.
Un cop retirada dels escenaris, va exercir de professora de cant i va dirigir el Grup de Joves Intèrprets d'Òpera de Catalunya. Posteriorment va ocupar la càtedra de Cant a la prestigiosa Acadèmia Marshall de Barcelona.